# 2188 Orlenok
2188 Orlenok је астероид главног астероидног појаса са средњом удаљеношћу од Сунца која износи 2,901 астрономских јединица (АЈ).
Апсолутна магнитуда астероида је 11,9.